# Swarzewo (przystanek kolejowy)
Swarzewo – przystanek kolejowy (dawniej stacja węzłowa) w Gnieżdżewie niedaleko Swarzewa, w województwie pomorskim, w Polsce.

## Ruch pasażerski

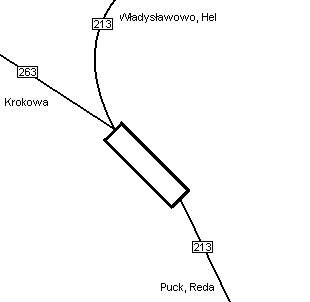
Schemat węzła

| Rok  | Wymiana pasażerska na dobę |
| ---- | -------------------------- |
| 2017 | 150-199                    |
| 2022 | 0-9                        |